# Ghost in a Teeny Bikini
Ghost in a Teeny Bikini ist ein US-amerikanischer Erotikfilm des Regisseurs Fred Olen Ray, der 2006 als Fernsehproduktion für die Senderkette Cinemax gedreht wurde.

## Handlung
Während Dreharbeiten für einen Film ihres Freundes Ted Wood Jr. erfährt Muffin Baker mittels eines Telegramms vom Tod ihres reichen Onkels. Sie reist mit ihrem Freund zum Anwesen des Verstorbenen, wo ihr dessen letzter Wille verlesen werden soll. Der Anwalt Archibald Weisenheimer jedoch plant gemeinsam mit seiner Tochter Evilyn, Muffin zu ermorden und das Erbe für sich zu beanspruchen. Im Anwesen spukt jedoch der Geist von Tabitha, der Muffin freundlich gesinnt ist und ihr hilft. Weisenheimer versucht in der Folge, die Erbin umzubringen und lässt seine Tochter selbiges bei Ted versuchen. 
Im verlesenen Testament des Onkels steht, dass sowohl eine Kiste mit seinem Vermögen als auch der dazugehörige Schlüssel im Anwesen versteckt seien. Muffin zieht sich daraufhin zurück, um sich auszuruhen. Dabei erscheint ihr der Geist Tabitha und verführt sie. Dabei wird ihr klar, wo sie die Truhe und den Schlüssel zu suchen hat. Als jedoch Weisenheimer und Evilyn sie dann bedrohen, um das Geld zu erhalten, erscheint erneut Tabitha und hilft Muffin. Weisenheimer gesteht, Muffins Onkel ermordet zu haben und wird von einem Polizisten (den Ted in der Zwischenzeit herbeigeholt hatte) abgeführt.

## Hintergrund
Produziert wurde der Film von der Produktionsgesellschaft American Independent Productions. Er wurde ab Herbst 2006 mehrfach zu festen Uhrzeiten und „on demand“ bei der Senderkette Cinemax ausgestrahlt und am 8. August 2006 auf DVD veröffentlicht.
Das Gebäude, in dem ein großer Teil des Films gedreht wurde, diente auch als Drehort für den Film Voodoo Dollz.

## Rezeption
Dr. Gore lobt den Film in seiner Besprechung für den Humor und für die Abwechslung durch drei Lieder, die im Film gesungen werden. Als beste Darsteller werden Evan Stone als Butler und Rebecca Love herausgestellt. Ebenso bewertet Obscure Horror die humorvollen Lieder und die Rolle von Evan Stone positiv. Als beste Schauspielerin im Film wird jedoch Christine Nguyen herausgestellt. Bill Gibron sieht Ghost in a Teeny Bikini als überdurchschnittlichen guten B-Movie an und bewertet ihn als sehr empfehlenswert. Tars Tarkas schließlich vergibt 8 von 10 Punkten.
Mitch Lovell von The Video Vacuum hingegen gibt eine eher negative Bewertung ab. Die Sex-Szenen seien größtenteils fürchterlich und zu wenige. Im Gegensatz zu anderen Kritikern bemängelt er auch die Lieder als besonderen Tiefpunkt.